# 细尾鹩莺科
细尾鹩莺科（学名：Maluridae）是雀形目中的一个科，此科中的鸟类体型小，食虫，为澳大利亚与新几内亚所特有。虽然它们被广泛地认为是鹪鹩，但它们和北半球的鹪鹩科没有亲缘关系。此科包括12种细尾鹩莺，3种鹋鹩莺，10种草鹩莺，以及华莱氏鹩莺和橙冠鹩莺。

## 特征
细尾鹩莺科鸟类体型为小型或中型，栖息的环境分布十分广阔，从雨林至沙漠都有分布，但大部分物种栖息于草原或灌木丛。草鹩莺以黑色与棕色的花纹伪装得很好，但其他物种，尤其是雄性，大多拥有色彩灿烂的羽毛。
它们是食虫动物，主要在矮树丛内寻找食物。它们在稠密的植被区域建造半球形的巢，青年留在巢中帮助抚养随后诞生的小鸟并不少见。
细尾鹩莺因几个独特的行为特性而闻名。它们在社会上一夫一妻制，但却是性乱的，也就是说虽然它们一只雄性与一只雌性的配对，但每个配偶都会和其他个体交配，甚至帮助抚养这样的配对的后代。几个物种的雄性会摘下显眼颜色的花瓣并将它们展示给雌性，原因尚不清楚。
细尾鹩莺的鸣声令人愉悦而又复杂，除大多小型鸟类普遍掌握并能理解的警报鸣叫之外，至少有两个物种（壮丽细尾鹩莺和辉蓝细尾鹩莺）能掌握另一种在面临捕食者时使用的发声。这被叫做“II类发声”，与歌声相似，使用于面临正在鸣叫的钟鹊与其他掠夺性鸟类之时。然而其目的并不清楚；但它一定不是一种警告鸣叫。

## 分类学
就像许多其他澳大利亚生物一样，早期的研究完全曲解了此科的组成物种，甚至比大多数的其他澳大利亚生物更加严重。它们被不同地分在鹟科、莺科和画眉科。根据20世纪60年代晚期的形态学研究，部分理论开始认为新几内亚的澳大利亚——巴布亚细尾鹩莺、草鹩莺、鹋鹩莺以及两个单型的，与鹪鹩相似的种类之间有亲缘关系，随着查尔斯·西布利20世纪70年代中期在卵白蛋白方面的先驱工作，澳大利亚研究者在1975年提出了“细尾鹩莺科”的科名。
随着进一步的形态学工作和20世纪末DNA分析的巨大进步，它们的分类逐渐变得明朗：细尾鹩莺科是从澳大拉西亚巨大的鸦科辐射中出现的诸科之一。它们最近的亲属是吸蜜鸟科和斑啄果鸟科。 虽然它们和欧洲与美洲的鹪鹩明显相似，但这与基因无关，只不过是或多或少不相关的拥有同样生态位的物种之间趋同演化的结果。

## 物种
（鴉總科的一部分）
FAMILY: MALURIDAE
- 细尾鹩莺亚科 Malurinae
  - 细尾鹩莺族 Malurini
    - 细尾鹩莺属 Malurus

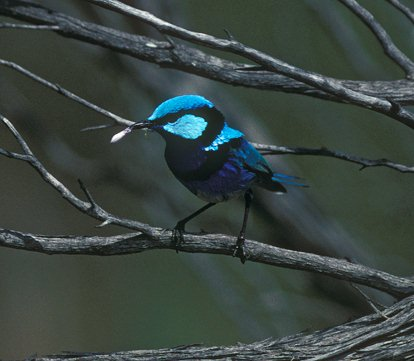
正在采紫色花瓣的辉蓝细尾鹩莺（musgravei亚种）——南澳大利亚州高勒山脈

      - 阔嘴细尾鹩莺 Malurus(Chenorhamphus) grayi
      - 秀丽细尾鹩莺 Malurus amabilis
      - 杂色细尾鹩莺 Malurus lamberti
      - 蓝胸细尾鹩莺 Malurus pulcherrimus
      - 红翅细尾鹩莺 Malurus elegans
      - 壮丽细尾鹩莺 Malurus cyaneus
      - 辉蓝细尾鹩莺 Malurus splendens
      - 紫冠细尾鹩莺 Malurus coronatus
      - 红背细尾鹩莺 Malurus melanocephalus
      - 蓝白细尾鹩莺 Malurus leucopterus
      - 黑白细尾鹩莺 Malurus alboscapulatus
      - 蓝细尾鹩莺 Malurus cyanocephalus

    - 华莱氏鹩莺属 Sipodotus
      - 华莱氏鹩莺 Sipodotus wallacii

    - 橙冠鹩莺属 Clytomyias
      - 橙冠鹩莺 Clytomyias insignis

  - 鹋鹩莺族 Stipiturini
    - 鹋鹩莺属 Stipiturus
      - 南鹋鹩莺 Stipiturus malachurus
      - 马里鹋鹩莺 Stipiturus mallee
      - 棕冠鹋鹩莺 Stipiturus ruficeps
- 草鹩莺亚科 Amytornithinae
  - 草鹩莺属 Amytornis
    - 灰草鹩莺 Amytornis barbatus
    - 黑草鹩莺 Amytornis housei
    - 白喉草鹩莺 Amytornis woodwardi
    - 多氏草鹩莺 Amytornis dorotheae
    - 短尾草鹩莺 Amytornis merrotsyi
    - 纹草鹩莺 Amytornis striatus
    - 埃坎草鹩莺 Amytornis goyderi
    - 西草鹩莺 Amytornis textilis
    - 乌草鹩莺 Amytornis purnelli
    - 科氏草鹩莺 Amytornis ballarae